# Hard (Lied)
Hard ist ein Hip-Hop-Lied der barbadischen R&B-Sängerin Rihanna. Das Lied ist ein Duett mit dem amerikanischen Rapper Jeezy. Es wurde in den USA als zweite Single aus ihrem vierten Studioalbum Rated R veröffentlicht. Sein Radio-Debüt hatte Hard am 10. November 2009. Das Lied enthält ein Sample des Jackson-5-Hits Can You Feel It von 1980.
Von Kritikern wurde das Lied gut aufgenommen, die vor allem Rihannas R&B-Gesang in der Mischung mit Rap lobten. Der Song erreichte die Top Ten der Hitparaden in Kanada und den USA, durch eine digitale Veröffentlichung des Liedes konnte es sich noch in weiteren Ländern in den Charts platzieren. Ende 2009 wurde das Lied in den USA mit Platin ausgezeichnet. Im vieldiskutierten Musikvideo tragen Rihanna und Jeezy Militärkleidung und präsentieren den Krieg auf ihre Weise. Rihanna sang das Lied auf vielen Live- und Promotion-Auftritten und auf ihrer aktuellen Last-Girl-on-Earth-Tour. Hard wurde bislang oft gecovert und geremixt; die bekannteste Coverversion ist ein Duett von Lil’ Kim mit Trey Songz.

## Hintergrund
Wait Your Turn sollte ursprünglich als zweite Single von Rated R veröffentlicht werden, aber man entschied sich im letzten Moment für Hard. Im Interview mit MTV erzählte Rihanna:

„Als ich das Lied das erste Mal hörte, war ich in Paris, Dream und Tricky waren auch dabei und nahmen mit mir das Lied auf. Sie spielten mir einige Lieder vor, aber Hard fand ich am besten. Es hat so eine große Arroganz, und das ist genau das, was ich will. Hard macht Spaß. Es ist unterhaltsam und so persönlich. Young Jeezy war der perfekte Mann für den Rap und den Inhalt des Liedes. Ich liebe, liebe, liebe seinen Rap. Er hat das Lied gewaltig verbessert.“

## Liveauftritte
Hard wurde am 8. November 2009 erstmals bei einem Jay-Z-Konzert live aufgeführt. Rihanna sang das Lied am 22. November 2009 bei den American Music Awards mit einem Medley aus Wait Your Turn Live. Rihanna und Jeezy sangen das Lied zusammen bei Saturday Night Live am 5. Dezember 2009. Das Lied gehört außerdem zur Setlist der Last-Girl-on-Earth-Tour. Bei den Live-Auftritten von Hard spielt Rihanna das Musikvideo auf der Bühne immer nach.

## Remixversionen
Es wurden einige Remix-Versionen von Hard veröffentlicht, die bekannteste ist ein Duett von Lil’ Kim mit Trey Songz.

## Musikvideo
Das Musikvideo wurde im frühen Dezember 2009 gefilmt, Regie führte Melina, und am 17. Dezember hatte das Video auf MTV seine TV-Premiere. Zur Handlung des Videos erklärte Rihanna im Interview mit MTV News: „Es ist militärisch. Alles handelt über das Leben als Soldat. Wir haben Panzer, Truppen, Helikopter, Explosionen und vieles mehr… Sowie viele verrückte Outfits. Das Video ist einfach cool und crazy.“ Das Video zeigt Rihanna und Jeezy in verschiedenen Wüsten- und Militär-Szenen. Kritiker verglichen das Video mit Tupacs California Love.
Das Video beginnt mit Rihanna in der Wüste, sie trägt einen Schiffchen, Sonnenbrille und ein weißes Kleid. Sie geht zu ihrer Truppe und kommandiert sie. Daraufhin läuft Rihanna wieder durch die Wüste, diesmal mit einem schwarzen Outfit, aus dem Stacheln herausragen. Hinter ihr explodieren Landminen. Danach wälzt sich Rihanna im Schlamm. In einer weiteren Szene spielt sie mit Soldaten Poker und gewinnt. Als Nächstes sitzt Rihanna auf einem pinken Panzer und trägt einen Micky-Maus-Helm. Während Jeezys Rap spielt Rihanna mit einem Maschinengewehr. Am Ende des Videos trägt sie eine große Flagge mit einem R-Logo.
Peter Gaston vom Spin Magazine verglich das Video mit einer Mischung aus Janet Jacksons Rhythm Nation und Christina Aguileras Dirrty.

## Kommerzieller Erfolg

### Chartplatzierungen

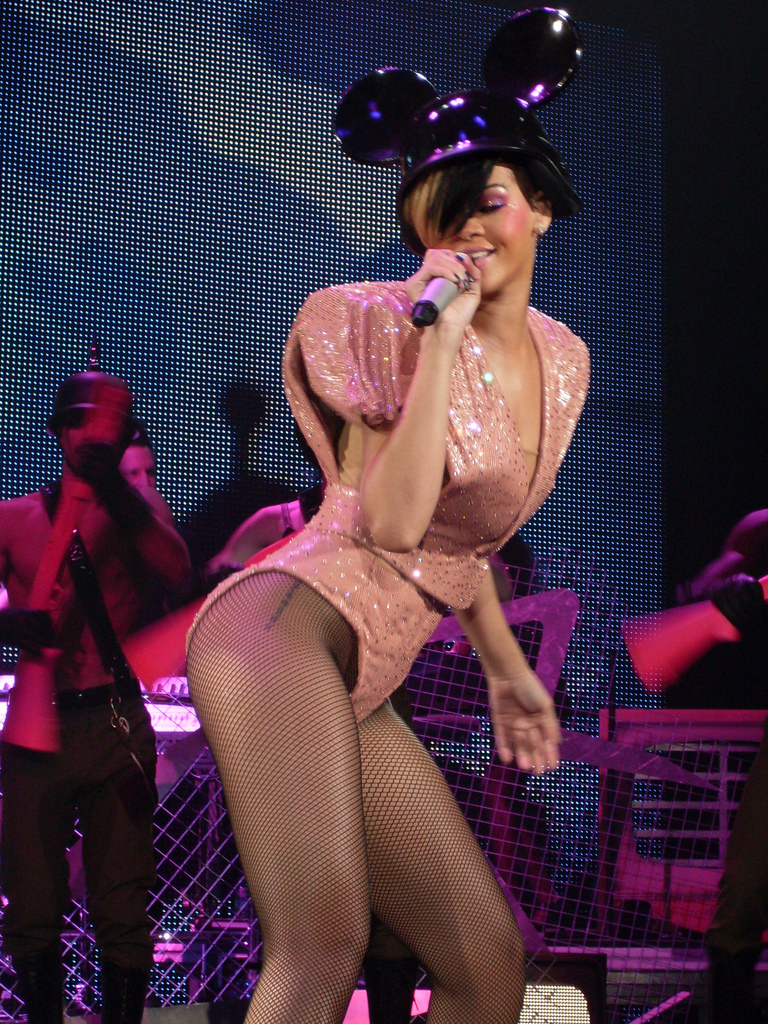
Rihanna singt Hard mit ihrem Micky-Maus-Helm

Hard debütierte in den amerikanischen Billboard Hot 100 am 27. November 2009 auf Platz 80. In der folgenden Woche sprang es 61 Positionen nach oben auf Rang 19. Vier Wochen später kletterte das Lied auf Platz elf und fiel darauf nochmal auf Platz 18, bevor es die Top Ten erreichte. Mit Platz acht erreichte Hard seine Höchstplatzierung und wurde Rihannas zweiter Top-Ten-Hit von Rated R. Es war ihr dreizehnter Top-Ten-Hit in den USA und ihr sechzehnter Top-20-Hit in diesem Jahrzehnt, was Rihanna zusammen mit Beyoncé Knowles zur erfolgreichsten Künstlerin des Jahrzehnts in den USA machte. Hard debütierte in den kanadischen Charts auf Platz 15 und erreichte in der folgenden Woche mit neun seine Höchstplatzierung.
In den australischen Charts erreichte Hard Platz 51, in den neuseeländischen Platz 35. Hard debütierte in den britischen Singlecharts auf Platz 42 und fiel einige Wochen später aus den Charts.
| ChartsChartplatzierungen       | Höchstplatzierung | Wochen |
| ------------------------------ | ----------------- | ------ |
| Vereinigte Staaten (Billboard) | 8 (20 Wo.)        | 20     |
| Vereinigtes Königreich (OCC)   | 42 (10 Wo.)       | 10     |

| ChartsJahrescharts (2009)      | Platzierung |
| ------------------------------ | ----------- |
| Vereinigte Staaten (Billboard) | 49          |

### Auszeichnungen für Musikverkäufe
Es wurde in den USA mit Doppelplatin für über 2.000.000 verkaufte Einheiten ausgezeichnet.
| Land/Region               | Auszeichnungen für Musikverkäufe (Land/Region, Auszeichnung, Verkäufe) | Verkäufe  |
| ------------------------- | ---------------------------------------------------------------------- | --------- |
| Vereinigte Staaten (RIAA) | 2× Platin                                                              | 2.000.000 |
| Insgesamt                 | 2× Platin ·                                                            | 2.000.000 |

Hauptartikel: Rihanna/Auszeichnungen für Musikverkäufe